# Zdice (nádraží)
Zdice jsou železniční stanice v jižní části města Zdice v okrese Beroun ve Středočeském kraji v těsné blízkosti soutoku Červeného potoka Litavky a dálnice D5; leží na tratích Praha – Plzeň a Zdice–Protivín. Stanice je elektrifikovaná (25 kV, 50 Hz AC).

## Historie
Stanice byla vybudována jakožto součást České západní dráhy (BWB) spojující Bavorsko, Plzeň a nádraží na Smíchově (Praha-Západní nádraží), podle typizovaného stavebního návrhu. 14. října 1861 byl zprovozněn úsek trasy z České Kubice na provizorní nádraží ve Skvrňanech u Plzně (železniční most přes Radbuzu byl dokončen se zbytkem trati až následujícího roku); 14. července 1862 byla s místním nádražím slavnostně otevřena zbývající trasa do Prahy.
O sedm let později sem byla dovedena trať společnosti Rakovnicko-protivínská dráha (RPD) spojující Protivín a Písek a existující železnici ve Zdicích, a to především z iniciativy představitelů Písku, kteří usilovali o přímé spojení s Prahou. Několik set metrů od staršího nádraží vyrostla rozměrná cihlová nádražní budova ve specifickém architektonickém stylu budov RPD s vlastním kolejištěm, nákladovým nádražím, vodárnou, výtopnou, lokomotivní točna či bytovými domy pro drážní zaměstnance. Pravidelný provoz zahájila RPD 20. prosince 1875, roku 1876 pak byla dokončena trať přes Beroun a Nižbor do Rakovníka.
Po zestátnění České západní dráhy roce 1894 pak obsluhovala stanici jedna společnost, Císařsko-královské státní dráhy (kkStB); po roce 1918 pak správu přebraly Československé státní dráhy.
Elektrický provoz zde byl zahájen 5. června 1987.

## Popis
Stanicí prochází Třetí železniční koridor, vede tudy dvoukolejná trať. V roce 2011 byla dokončena úprava nádraží na koridorové parametry: nachází se zde dvě krytá vyvýšená ostrovní nástupiště s podchodem, elektronickým informačním systémem a výtahy pro bezbariérový přístup, a jedno vyvýšená krytá jednostranná nástupiště u staniční budovy. Expresní spoje mohou stanicí projíždět rychlostí až 160 km/h, je zde instalováno elektronické stavědlo ESA 33, které je dálkově řízeno z Centrálního dispečerského pracoviště Praha. Stanice se dočkala rekonstrukce (dokončení roku 2012); ve třetím trimestru 2017 opravili výpravní budovu a léta následujícího byla dokončena oprava staniční budovy.
Z nádraží je vyvedeno několik vleček.

## Železniční muzeum
V komplexu starých budov točny a výtopny, vyřazených z provozu roku 2002, bylo roku 2006 při příležitosti oslav 130. výročí trati Zdice–Protivín otevřeno železniční muzeum Výtopna Zdice, které kromě vystavených exponátů nabízí též jízdy historickými kolejovými vozy.